# 安德烈·霍夫曼 (速度滑冰运动员)
安德烈·霍夫曼（德語：André Hoffmann，1961年8月11日—），德国男子速度滑冰运动员。他曾代表东德获得1988年冬季奥运会速度滑冰比赛男子1500米金牌。他也参加了1984年冬季奥运会。